# Alexis Thomas-Kercado
Alexis Thomas-Kercado est un homme politique français né le 31 août 1809 à La Roche-Bernard (Morbihan) et décédé le 18 avril 1890 à Saint-Dolay (Morbihan).

## Biographie
Alexis Marie Prudent Thomas de Kercado est le fils de  Jean Alexis Prudent Thomas de Kercado, négociant armateur, et de Marie-Louise Levesque du Rostu.
Propriétaire terrien, maire de La Roche-Bernard et conseiller général du canton de La Roche-Bernard, il est député du Morbihan de 1863 à 1869, siégeant dans la majorité dynastique.

## Sources
- « Alexis Thomas-Kercado », dans Adolphe Robert et Gaston Cougny, Dictionnaire des parlementaires français, Edgar Bourloton, 1889-1891 [détail de l’édition]